# Васюковка (Донецкая область)
Васюко́вка (укр. Васюкі́вка) — село на речке Васюковка Соледарской городской общине Бахмутского района Донецкой области Украины.
Код КОАТУУ — 1420981001. Население по данным 2023 года составляет 10 человек. Почтовый индекс — 84530. Телефонный код — 6274.